# Abborretjärnet (Dals-Eds socken, Dalsland)
Abborretjärnet är en sjö i Dals-Eds kommun i Dalsland och ingår i Göta älvs huvudavrinningsområde.